# István Fáry
István Fáry (30 de junio de 1922 - 2 de noviembre de 1984) fue un matemático húngaro conocido por su trabajo en geometría y topología algebraica. Demostró en 1948 el teorema de Fáry (que afirma que cada grafo plano se puede representar utilizando simplemente segmentos rectos), y en el 1949 el teorema de Fáry-Milnor (en el que se limita la curvatura inferior de un nudo no trivial).

## Biografía
Fáry nació en 1922 en Gyula. Después de estudiar una maestría en la Universidad Eötvös Loránd, continuó sus estudios en la Universidad de Szeged, donde obtuvo el doctorado en 1947. Posteriormente estudió en la Sorbona antes de ocupar un puesto docente en la Universidad de Montreal en 1955. Se trasladó a la Universidad de California en Berkeley en 1958 y se convirtió en profesor titular en 1962. Murió el 2 de noviembre de 1984 en El Cerrito (condado de Contra Costa).

## Publicaciones seleccionadas
- Fáry, István (1948), «On straight-line representation of planar graphs», Acta Sci. Math. (Szeged) 11: 229-233, MR 0026311..
- Fáry, István (1949), «Sur la courbure totale d'une courbe gauche faisant un nœud», Bulletin de la Société Mathématique de France 77: 128-138, doi:10.24033/bsmf.1405..